# Народно читалище „Христо Ботев – 1999“ (Болярино)
Народно читалище „Христо Ботев – 1999“ се намира в село Болярино, област Пловдив.

## История
През 1925 г. с лични средства и със събиране на книги, се слага началото на читалищната дейност в селото. Първият председател е Никола Дончев, библиотекар - Димитър Дзимбов. Първата поставена пиеса е „Иванко“. Мелницата в селото е преобразувана в театрален салон, където са се изнасяли пиеси и сказки.
През 1956 г. започва строителството на читалищна сграда. Тя е завършена и открита през 1958 г. Новата сграда е двуетажна, с киносалон на две нива и библиотека.
През 2003 г. в сградата е открита стая на спомените, съхраняваща хиляди стари снимки от селото. Уредена е и музейна сбирка с експонати от бита на местното население от XX век. Секретар на читалището по това време е Тонка Грозева.

## Дейности
- Група за народни песни на местно ниво